# ديبرا سميث
ديبرا سميث (بالإنجليزية: Deborah Smith)‏ (مواليد 15 ديسمبر 1987) مترجمة بريطانية للأدب الكوري. ترجمت رواية «النباتية» للكاتبة الكورية هان كانغ التي فازتا عنها معًا بجائزة مان بوكر الدولية لعام 2016.
بعد تخرجها من جامعة كامبريدج، بدأت سميث بتعلم الكورية في عام 2010. تعمل حاليًا باحثة في مدرسة الدراسات الشرقية والإفريقية.

## أعمال ترجمتها
رواية «النباتية» (2015)، هان كانغ.
رواية «أفعال بشرية» (2016)، هان كانغ.

## روابط خارجية
حساب على موقع تويتر.